# Light in August
Light in August (Licht in augustus) is een roman van William Faulkner die werd gepubliceerd in 1932.

## Samenvatting
Het thema van Light in August zijn de rassenconflicten in de samenleving van de zuidelijke Verenigde Staten. De titel van het boek is geïnspireerd door het speciale licht dat de Mississippi in augustus verlicht, en volgens de auteur uit een ver verleden lijkt te komen. Dit verwijst naar het belang dat Faulkner legt op het gewicht van de geschiedenis en de manier waarop we ons verhouden tot ons verleden.